# Heinrich Hofmann (tonsättare)
Heinrich Karl Johann Hofmann, född 13 januari 1842, död 16 juli 1902, var en tysk tonsättare.
Hofmanns verk, på sin tid omtyckta, utmärker sig för stor klangskönhet. Bland dem märks orkesterverken Ungersk svit och en "Frithjof-symfoni", en "Schauspiel"-uvertyr, kammarmusik, fyrhändig pianomusik, körverk såsom Die schöne Melusine, Prometheus och Harald, samt solosånger.